# بستی بابر
بستی بابر (به انگلیسی: Basti Babbar) یک منطقهٔ مسکونی در پاکستان است که در پنجاب واقع شده‌است. بستی بابر ۱۵۰ متر بالاتر از سطح دریا واقع شده‌است.